# Tord Nänzén
Tord Nänzén, före detta ishockeyspelare, back. Född 1954. Moderklubb Timrå IK, debut 1973. Värvades 1978 till Djurgården Hockey där han några år senare blev svensk mästare under Leif Boork. Har även spelat i bland annat IF Troja-Ljungby och Nyköpings Hockey. Äldre bror till ishockeytvillingarna Anders Nänzén och Thomas Nänzén.

### Fotnoter
1. ↑  Eurohockey.com, Eurohockey.com spelar-ID: 28624, läst: 25 april 2022.[källa från Wikidata]